# Корольков, Геннадий Анатольевич
Генна́дий Анато́льевич Королько́в (3 июля 1941, Рославль, Смоленская область, РСФСР, СССР — 23 февраля 2007, Москва, Россия) — советский и российский актёр театра и кино. Заслуженный артист РСФСР (1980).

## Биография
Родился 3 июля 1941 года в Рославле Смоленской области. В 1960 году окончил студию при Львовском украинском театре имени М. К. Заньковецкой; до поступления в студию работал слесарем на львовском заводе. В 1964 году окончил Школу-студию МХАТ им. В. И. Немировича-Данченко. Член КПСС с 1967 года по 1991 год.
С 1968 года был актёром Центрального детского театра, с 1968 года — в труппе Академического театра им. Владимира Маяковского, в период 1973—1975 гг. — в труппе театра им. Ленинского комсомола, с 1976 года — Театра-студии киноактёра.
Популярность к актёру пришла в 1967 году, когда он сыграл главную роль в киноповести «Три дня Виктора Чернышёва». С начала 1970-х годов много снимался в различных фильмах, чаще всего в детективах и приключенческих лентах таких, как «Человек в проходном дворе», «Чёрный принц», «Кольцо из Амстердама», «Трактир на Пятницкой». Среди других его работ — роли в фильмах «Тени исчезают в полдень», «Потому что люблю», «Коней на переправе не меняют», «Алёша», «Инспектор Лосев», «Государственная граница».
С начала 1990-х годов он не появлялся ни на сцене, ни на экране. О его жизни рассказала в своём дебютном шестиминутном фильме «Где-то я Вас видел» в 1994 году сценарист и режиссёр Галина Евтушенко (Долматовская). Главным героем этой ленты стал сам актёр, подрабатывавший гардеробщиком из-за кризиса в РФ.
После этого он опять был востребован в кино, но уже в ином амплуа. Так, в сериале «Сыщик с плохим характером» он снялся в эпизодической роли алкоголика.
Скончался 23 февраля 2007 года в московском хосписе от рака. Похоронен на Хованском кладбище (западная территория, участок № 3М).

### Семья
Жена — Фатима Кладо (1942—2021), советская и российская актриса театра и кино, педагог ВГИКа.
- Сын — Антон Геннадьевич Корольков (р. 1967), советский и российский актер театра и кино.
  - Внучка — Анастасия Антоновна Королькова (р. 1991), в 2011 году окончила ВТУ им. Щепкина, актриса театра им. Е. Вахтангова.
  - Внук — Степан Антонович Корольков

В 2004 году у актёра обнаружилась внебрачная дочь от чешской актрисы Зденки Бурдовой, Корольков снимался с Бурдовой на киностудии «Баррандов» (Чехия) в 1976 году. Ленка Бурдова — известная журналистка одного из пражских телеканалов.

## Звания и награды
- Заслуженный артист РСФСР (1980).
- Заслуженный артист Абхазской АССР (1983).
- Заслуженный артист Марийской АССР (1988).

## Фильмография
| Год  |     | Название                                                 | Роль                                               |
| ---- | --- | -------------------------------------------------------- | -------------------------------------------------- |
| 1963 | ф   | Человек, который сомневается (киноальманах)              | спортсмен, приятель Бориса (в титрах не указан)    |
| 1965 | ф   | Рано утром                                               | парень, провожающий Надю                           |
| 1966 | ф   | Тебе, юность! Новогодний водевиль                        | Шуриков                                            |
| 1968 | ф   | Три дня Виктора Чернышёва                                | Виктор Чернышёв                                    |
| 1969 | ф   | Вчера, сегодня и всегда                                  | Сергей                                             |
| 1970 | ф   | Севастополь                                              | Сергей Шелехов                                     |
| 1970 | ф   | Ночная смена                                             | Евгений Грибов, диспетчер строительства            |
| 1971 | ф   | Шестеро вышли в путь                                     | Саша Девятин                                       |
| 1971 | ф   | Тени исчезают в полдень                                  | Федя Морозов                                       |
| 1971 | ф   | Поезд в далёкий август                                   | Имя персонажа не указано                           |
| 1971 | ф   | Человек в проходном дворе                                | Борис Вараксин                                     |
| 1972 | ф   | Илга-Иволга                                              | Фёдор Полигин                                      |
| 1972 | ф   | Страница жизни (телеспектакль)                           | Костя                                              |
| 1973 | ф   | Чёрный принц                                             | Ямцов                                              |
| 1973 | ф   | Горячий снег                                             | Аржемачев, лейтенант                               |
| 1973 | тсп | Разные люди                                              | Котовский                                          |
| 1974 | ф   | Верный друг Санчо                                        | Вадим, водитель                                    |
| 1974 | ф   | Потому что люблю                                         | Николай Муравьёв                                   |
| 1974 | ф   | Трудные этажи                                            | Анатолий Смирнов                                   |
| 1975 | ф   | Юркины рассветы                                          | Василий Куренной                                   |
| 1975 | ф   | Маленький сержант / Borisek - malý serzhant (СССР— ЧССР) | Климов                                             |
| 1975 | ф   | Переходим к любви                                        | Леонид Шляхтич                                     |
| 1975 | ф   | Освобождение Праги / Osvobození Prahy (ЧССР)             | Гончаренко                                         |
| 1976 | ф   | Жить по-своему                                           | Сергей                                             |
| 1976 | ф   | Память земли                                             | Голиков                                            |
| 1977 | ф   | Кафе «Изотоп»                                            | Харламов                                           |
| 1977 | ф   | Солдаты свободы                                          | Морозов, лейтенант                                 |
| 1978 | ф   | Голубка                                                  | Александр Чуркин                                   |
| 1978 | ф   | Схватка в пурге                                          | Игорь Лужин                                        |
| 1978 | ф   | Трактир на Пятницкой                                     | Василий Васильевич Климов, начальник милиции       |
| 1978 | ф   | В день праздника                                         | Василий, сын Гринина                               |
| 1978 | ф   | И ты увидишь небо                                        | Дронов, лейтенант                                  |
| 1978 | ф   | Счёт человеческий                                        | Имя персонажа не указано                           |
| 1979 | ф   | Утренние звёзды / Gwiazdy poranne (ПНР)                  | Уланов, советский танкист                          |
| 1980 | ф   | Алёша                                                    | Аркадий Николаевич, директор техникума             |
| 1980 | ф   | Желаю успеха                                             | Пётр Северин                                       |
| 1980 | ф   | Коней на переправе не меняют                             | Малышев, парторг стройки                           |
| 1981 | ф   | Кольцо из Амстердама                                     | Краснов, майор госбезопасности                     |
| 1981 | ф   | Послезавтра, в полночь                                   | Ершов                                              |
| 1982 | ф   | В последнюю очередь                                      | Имя персонажа не указано                           |
| 1982 | ф   | Наследница по прямой                                     | отец Володи                                        |
| 1982 | ф   | Инспектор Лосев                                          | Пётр Горохов, уголовник                            |
| 1983 | ф   | Дважды рождённый                                         | капитан                                            |
| 1984 | ф   | Кто сильнее его                                          | Степан                                             |
| 1984 | ф   | Первая конная                                            | Ефремов                                            |
| 1985 | ф   | Батальоны просят огня                                    | Семынин, майор                                     |
| 1985 | ф   | Иван Бабушкин                                            | Симбирцев                                          |
| 1985 | ф   | Контрудар                                                | Крайнюков, генерал                                 |
| 1986 | ф   | Размах крыльев                                           | пассажир 1-го салона                               |
| 1986 | ф   | Рысь возвращается                                        | Гвоздь                                             |
| 1986 | ф   | Государственная граница. Год сорок первый                | Свиридов                                           |
| 1987 | ф   | Долина мести                                             | Имя персонажа не указано                           |
| 1987 | ф   | Причалы                                                  | Фёдор Степанович Дёмин, боцман с траулера «Даурия» |
| 1987 | ф   | Государственная граница. За порогом победы               | Свиридов                                           |
| 1988 | ф   | Белые вороны                                             | Виктор Акимович, отец Насти                        |
| 1989 | ф   | Бывший папа, бывший сын                                  | сожитель Клавы                                     |
| 1990 | ф   | Неизвестные страницы из жизни разведчика                 | Притула, батальонный комиссар                      |
| 1991 | ф   | Глухомань                                                | Виктор Колосов                                     |
| 1992 | ф   | Осколок «Челленджера»                                    | пилот                                              |
| 1993 | ф   | Зачем алиби честному человеку?                           | свидетель                                          |
| 1994 | кор | Где-то я Вас видел                                       | камео                                              |
| 1998 | ф   | Отражение                                                | дядя Гена                                          |
| 2000 | ф   | Президент и его внучка                                   | мужик у пивного ларька                             |
| 2001 | ф   | Ночь на кордоне                                          | Аржанов, лесник                                    |
| 2001 | ф   | Сыщик с плохим характером                                | алкоголик                                          |
| 2007 | ф   | Диверсант 2: Конец войны                                 | Аркадьич                                           |